# Walbach (Górny Ren)
Walbach – miejscowość i gmina we Francji, w regionie Grand Est, w departamencie Górny Ren.
Według danych na rok 1990 gminę zamieszkiwało 759 osób, a gęstość zaludnienia wynosiła 139 osób/km² (wśród 903 gmin Alzacji Walbach plasuje się na 339. miejscu pod względem liczby ludności, natomiast pod względem powierzchni na miejscu 459.).